# Rio Ericó
Rio Ericó är ett vattendrag i Brasilien.   Det ligger i delstaten Roraima, i den nordvästra delen av landet, 2 700 km nordväst om huvudstaden Brasília.
I omgivningarna runt Rio Ericó växer i huvudsak städsegrön lövskog. Trakten runt Rio Ericó är nära nog obefolkad, med mindre än två invånare per kvadratkilometer.